# 391496 Colineldridge
391496 Colineldridge este o planetă minoră (asteroid), cu un diametru de 2,987 km, din centura de asteroizi. A fost descoperită pe 11 august 2007 la  de . 
Obiectul prezintă o orbită caracterizată de o semiaxă mare de 2,4410343386626 UAi, o excentricitate de 0,26800765636268, o înclinație de 11,40906591331 ° în raport cu ecliptica.